# Randall Leal
Randall Enrique Leal Arley (sinh ngày 14 tháng 1 năm 1997) là cầu thủ bóng đá người Costa Rica, chơi cho đội Nashville SC đang thi đấu tại giải MLS.
Anh từng được triệu tập vào đội tuyển bóng đá quốc gia Costa Rica để tham gia Cúp vàng CONCACAF 2017 nhưng đã bị loại khỏi danh sách chính thức tham dự giải.